# Parlamentszug
Parlamentszug (englisch parliamentary train) ist ein Begriff bei den Eisenbahnen in Großbritannien. Einerseits wurden Züge dritter Klasse so bezeichnet, die aufgrund eines im Jahr 1844 vom britischen Parlament erlassenen Gesetzes ein Mindestmaß an Komfort bieten und auf jeder Strecke verkehren mussten.
Heutzutage wird der Begriff (im Volksmund auch Geisterzug, englisch ghost train) für einige paradoxe Züge benutzt, die allein verkehren, um den formalen Kosten einer Strecken- und/oder Stationsstilllegung zu entgehen.

## Erste Verwendung
In den ersten Jahrzehnten des britischen Schienenpersonenverkehrs waren die Wagen der dritten Klasse in den meisten Fällen nicht mehr als gewöhnliche offene Güterwagen ohne jeglichen Komfort und ohne Schutz vor Witterungseinflüssen, oft sogar ohne Sitze. Die Regierung nahm eine Laissez-faire-Haltung ein und mischte sich nicht in die Belange der Eisenbahngesellschaften ein. Erst ab 1840 begann sie, Sicherheitsvorschriften zu erlassen. 1844 erstellte eine Sonderkommission des Parlaments auf Anordnung des Board of Trade und dessen Präsidenten William Ewart Gladstone sechs Berichte zum Zustand des britischen Eisenbahnwesens.
Aufgrund der Berichte wurde ein Gesetzesvorschlag erarbeitet, der unter anderem die Verstaatlichung der Eisenbahnen vorschlug. Das für seine Zeit sehr weitreichende Gesetz kam jedoch in dieser Form nicht zustande. Das Parlament beschloss aber minimale Standards für den Personenverkehr. Im Railway Regulation Act 1844 wurde Folgendes festgelegt:
- Auf jeder Strecke soll jeden Tag in beiden Richtungen mindestens ein Zug mit Drittklasswagen verkehren, der an jeder Station hält.
- Der Fahrpreis darf nicht höher sein als ein halber Penny pro Meile.
- Diese Züge dürfen nicht langsamer als 12 Meilen in der Stunde (19 km/h) verkehren.
- Drittklasswagen müssen mit Sitzen ausgestattet sein und ein Dach muss die Passagiere vor der Witterung schützen.

Viele Bahngesellschaften fügten sich nur widerwillig diesen Bestimmungen. Sie gingen nicht über die Minimalanforderungen hinaus und ließen die „Parlamentszüge“ am frühen Morgen oder späten Abend verkehren. Die Midland Railway war die erste Gesellschaft, die in sämtlichen Zügen drei Wagenklassen anbot, alle mit Glasfenster und Beleuchtung durch Öllampen. In der Folge leisteten sich viele ehemalige Zweitklasspassagiere die erste Klasse oder zogen die billigere dritte Klasse vor. Schließlich wertete die Midland Railway 1875 die dritte Klasse auf, während sie die zweite Klasse aufhob.
Mit der Zeit folgten die anderen Gesellschaften diesem Beispiel. In Großbritannien entstand so ein Zwei-Wagenklassen-System, wie es auf "dem Kontinent" erst 1953 eingeführt wurde. Da die Eisenbahngesellschaften aber gesetzlich dazu verpflichtet waren, eine dritte Klasse anzubieten, ergab sich bis dahin die paradoxe Situation, dass es eine erste und dritte, aber kaum noch die zweite Klasse gab. Zur Zeit König Edwards VII. boten lediglich noch die London and South Western Railway und die South Eastern and Chatham Railway die zweite Klasse an, zuletzt nach dem Grouping bis 1948 lediglich noch die Southern Railway auf ihren „Boat trains“ zu den Häfen am Ärmelkanal. 1953 wurde dann – im Rahmen der europaweiten Vereinheitlichung – die bisherige dritte Klasse in "zweite Klasse" umbenannt.

### Kultureller Einfluss
Der geringe Komfort und die langsame Geschwindigkeit der Parlamentszüge der viktorianischen Zeit führten zu einer humorvollen Erwähnung in der Operette Der Mikado von Gilbert and Sullivan.

## Heutige Verwendung
Durch die Beeching-Axt wurden im großen Stil Strecken stillgelegt und durch Busse ersetzt. Im dazugehörigen Gesetz wurde eine Option eingeschrieben, dass nach Protesten nachgeprüft werden müsse, ob die Streckenstilllegung nicht zu schwerwiegend für die Passagiere sein würde. Nachdem nun viele Strecken abgebrochen waren, wurde es umso schwerer, neue Stilllegungsanträge durchzusetzen, sodass vielerorts statt einer Stilllegung die sogenannten parliamentary trains (durch die „gespenstische“ Leere auch ghost trains genannt) verkehren, die meist ein einziges Mal in der Woche zu den unpassendsten Zeiten die Strecke abfahren bzw. die Station bedienen. Dieses Phänomen wird in deutscher Sprache beziehungsweise bezüglich deutscher Bahnstrecken auch als Alibizug bezeichnet.